# 杞麓湖
杞麓湖是位于中国云南省玉溪市通海县的淡水湖，属南盘江水系，湖面高程1731米，面积约为37.26平方公里，平均水深4米，蓄水量1.48亿立方米。主要入湖河流有长沙河、红旗河、者湾河、大新河等6条，没有出水口，水位高时从落水洞排出。毗邻星云湖和抚仙湖。杞麓湖是云南九大高原湖泊污染最严重的湖泊之一，目前其水质为劣五类。